# Pyra (Rosja)
Pyra (ros. Пыра) – osiedle typu miejskiego w obwodzie niżnonowogrodzkim Rosji.
Leży na szosie Moskwa-Niżny Nowogród, około 35 km od stolicy rejonu i około 15 km od miasta Dzierżynsk, do którego administracyjnie przynależy. Liczy około 2 tysiące mieszkańców (2005). Status osiedla typu miejskiego posiada od 1951.